# 卡爾納赫附近下里德

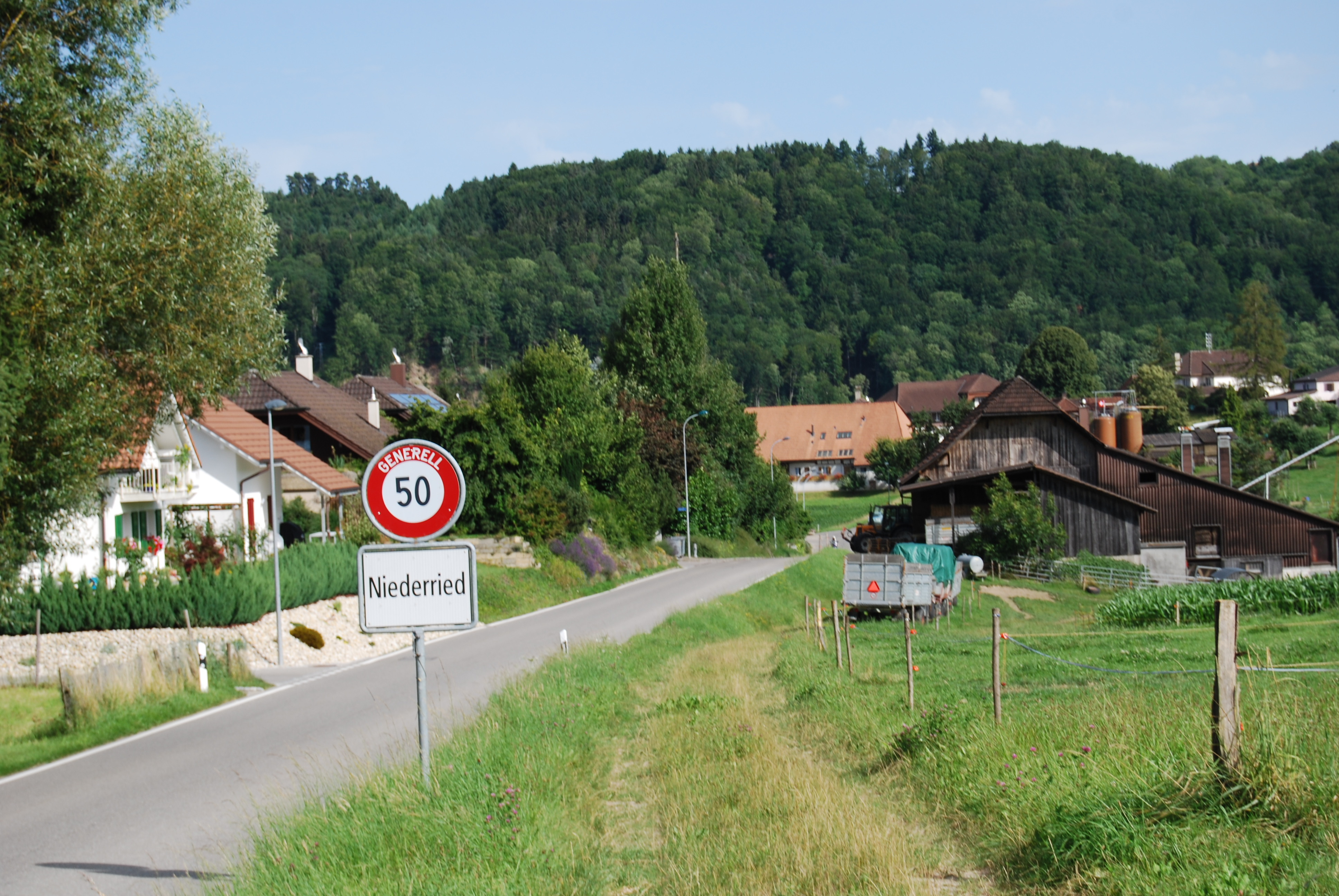

卡爾納赫附近下里德是瑞士的城鎮，位於該國中西部，由伯恩州負責管轄，面積4.6平方公里，海拔高度518米，2011年人口295，八成人口信奉基督教，人口密度每平方公里64人。